# Enzo Striano
Enzo Striano (Nápoles, 22 de febrero de 1927 - Roma, 26 de junio de 1987) fue un escritor, periodista y profesor italiano. Su obra más conocida es la novela Nada de nada (Il resto di niente).

## Biografía
Era hijo de Pasquale, obrero ferroviario, y Antonia Fadda, maestra de escuela primaria. En 1945, en el colegio, participó en la revista La Giovane Fronda con otros jóvenes intelectuales. Estudió en la Facultad de Letras y Filosofía de la Universidad de Nápoles Federico II y se licenció con una tesis sobre la prostitución en la época de Masaniello. Entre 1947 y 1949, escribió para varios periódicos, como el semanario La Cronaca, los diarios La Repubblica d'Italia y Avanti!, el semanario comunista del sur de Italia La Voce del Mezzogiorno, y el semanario de política Il Vesuvio. Las reuniones en casa de Renato Caccioppoli, famoso matemático napolitano, contribuyeron a su formación.
En los años cincuenta, se afilió al Partido Comunista Italiano y entró en la redacción napolitana de L'Unità, hasta 1957. A principios de los años sesenta, Striano sufrió sus primeras decepciones, ante el vago interés de la gran industria editorial. Otras decepciones para Striano fueron políticas, a raíz de los acontecimientos de Hungría y de la posición adoptada por su partido. También se alejó de L'Unità, donde trabajaba como jefe del servicio nacional de deportes por recomendación de Giorgio Amendola. Comenzó a dedicarse con más fuerza a la enseñanza, aunque no abandonó su vena artística. Los años setenta fueron los de las novelas I giochi degli eroi, Il delizioso giardino e Indecenze di Sorcier. En la década siguiente publicó la que se considera su obra maestra, Nada de nada (terminada en 1982, pero publicada sólo cuatro años después). No llegó a ver el éxito de la obra, ya que murió el 26 de junio de 1987. En 2000 fue publicada póstuma su novela Giornale di adolescenza.

## Obras

### Novelas
- I giochi degli eroi (1974)
- Il delizioso giardino (1975)
- Indecenze di Sorcier (1978)
- Il resto di niente (1986), en castellano Nada de nada, trad. Ángel Sánchez-Gijón, Partenope, 2003.
- Giornale di adolescenza (póstuma, 2000)

### Otras obras
- Quel giuda nominato Trotskij, obra teatral inédita (1980)
- Uomini ed Eroi, libro de Historia de educación secundaria (años 1960)
- Quante strade, antología de fragmentos de obras épicas (publicada a partir de 1976)